# Distrito de Davanagere
Davanagere (en canarés; ದಾವಣಗೆರೆ ) es un distrito de India, en el estado de Karnataka . 
Comprende una superficie de 5 926 km².
El centro administrativo es la ciudad de Davanagere. Dentro de las localidades del distrito se encuentra Honnali.

## Demografía
Según censo 2011 contaba con una población total de 1 946 905 habitantes.